# Guy Smith
Guy Smith, född den 12 september 1974 i Beverley, England, är en brittisk racerförare.

## Racingkarriär
Smith vann det brittiska mästerskapet i formel Renault 1995, vilket banade väg för en internationell karriär. Efter att ha kört i formel 3 flyttade han till Indy Lights, där han blev trea i mästerskapet som rookie 1998. Efter att ha backat till en niondeplats 1999 gav Smith upp formelbilskarriären, och satsade istället på sportvagnar i American Le Mans Series. Han fick möjligheten att köra Le Mans 24-timmars 2003 med Tom Kristensen och Rinaldo Capello i en Bentley Speed 8, och trion vann tävlingen. Året därpå körde även Smith några tävlingar som inhoppare i Champ Car, men han nådde inga större framgångar i sin comeback inom formelbilsracingen.